# Speedy in Oz
Speedy in Oz (1934) é o vigésimo-oitavo livro sobre a terra de Oz criada por L. Frank Baum e o décimo-quarto escrito por Ruth Plumly Thompson. Foi ilustrado por John R. Neill.